# 皇家拉迪森酒店
莫斯科皇家拉迪森酒店（俄语：Рэдиссон Коллекшен Отель, Москва，羅馬化：Redisson Kollekshen Otel, Moskva，又名烏克蘭酒店（Гостиница Украина，羅馬化：Gostinitsa Ukraina）是位於俄羅斯首都莫斯科市中心的一座五星級酒店，臨莫斯科河。酒店于1950年代由史達林下令修建，設計者是Arkady Mordvinov和Vyacheslav Oltarzhevsky，是莫斯科七姐妹之一，也是七姐妹中第二高的建築，有34層，高198米。烏克蘭酒店於1957年5月25日開業，曾經為蘇聯外交部之迎賓館。

## 歷史

### 背景
1917年十月革命後，俄羅斯建築師積極討論在莫斯科建造高層建築的可能性。在最短的時間內，出現了許多有趣的項目。其中包括位於盧比揚斯卡亞廣場的國民經濟最高委員會摩天大樓的設計，由弗拉基米爾·克林斯基於1923年完成。同年，維斯寧兄弟提出了勞動宮的項目，其高層建築為132米高的塔樓。
政府支持建築師重建蘇聯首都的願望，但對這些優秀建築的項目討論卻拖了很多年。直到1935年，才宣佈建設有希望的蘇維埃宮和幾座高層建築。五年後，建築師德米特里·切丘林在莫斯科河的斯卡亚彎道上發表了一個24層公共建築的項目——烏克蘭酒店。這些草圖發表在《莫斯科建設》雜誌的第11-14期。這個項目的所有準備工作都進展得太慢了，隨著二戰的爆發，它們完全被凍結了。

## 臨近交通
- 莫斯科地鐵
  - 基輔站 (阿爾巴特－波克羅夫卡線)
  - 基輔站 (菲利線)
  - 基輔站 (莫斯科地鐵環狀線)